# Giuseppe Preziosi
Giuseppe Preziosi (Terni, 1895 – Roma, 9 ottobre 1973) è stato un pittore e architetto italiano, aderente al movimento futurista dei primi decenni del '900.

## Biografia
Si diploma all'Accademia di Belle Arti di Perugia nel 1917. Torna ad esporre a Perugia nel 1920, alla I Mostra di arte moderna umbra, presentando opere di gusto tradizionale.
Nel giugno 1931, partecipa a Terni alla Prima Mostra Gruppo Artisti di Terni, accanto ai pittori Ugo Castellani, Ilario Ciaurro, Guido Mirimao e Aristodemo Zingarini. La mostra si tiene nel negozio di antiquariato di Aniceto Zingarini, promotore e mecenate di molti artisti, dal '32 segretario organizzativo delle Mostre sindacali umbre.
Nel 1933, alla I Mostra intersindacale di Firenze, presenta la sua prima opera futurista, di soggetto sacro.
Si consolida l'amicizia con Gerardo Dottori, il primo a spingerlo verso il futurismo, e così partecipa alle maggiori rassegne con il gruppo futurista umbro. Sempre nel 1933 prende parte alla Mostra Nazionale di Arte Futurista al Palazzo Ducale di Mantova, all'Omaggio futurista a Umberto Boccioni alla Galleria Pesaro di Milano, alla IV Mostra del Sindacato di Belle Arti della Sardegna a Cagliari e alla I Mostra Nazionale Futurista a Roma.
Nel 1934 prende parte alla mostra itinerante Aeropittura futurista italiana ad Amburgo e Berlino e alla XIX Biennale di Venezia (dove tornerà nel 1936 e 1938). Nel 1935 partecipa alla Mostra di aeropittura alla Neuwe Galerie di Vienna, alla Mostra di arte futurista al teatro Massimo di Palermo e alla II Quadriennale d'Arte Nazionale di Roma (cui parteciperà anche nel 1939).
Nel 1941 firma il Manifesto Umbro dell'Aeropittura, ideato da Gerardo Dottori, insieme ad Alessandro Bruschetti, Leandra Angelucci Cominazzini e Vittorio Meschini.
Apprezzato ritrattista ed esperto miniatore, partecipa a numerose altre attività nella città di Terni. Dal 1924 al 1938 si dedica all'insegnamento in vari istituti scolastici. È suo quello che sarà per molti anni il marchio della Società TERNI per l'Industria e l'Elettricità ,riproducente in chiave futurista la cascata delle Marmore (fonte di energia elettrica) che precipita da una incudine per l'acciaio.
Nel 1939 viene nominato Accademico di merito all'Accademia di Belle Arti di Perugia.

## Stile
Giuseppe Preziosi concretizzò sulla tela la sintesi industriale, il lavoro operaio nelle acciaierie, ma senza alcuna denuncia sociale. I suoi scenari sono i capannoni delle acciaierie di Terni dalle quali estrapolò tutta la forza del ferro e la luminosità del fuoco per descrivere il movimento, il dinamismo e la freneticità del lavoro nel nuovo secolo: "l'era della macchina".
Con questa sua particolarità espressiva si distaccò dal movimento futurista umbro.